# Forêt de Seillon
La forêt de Seillon est une forêt située à proximité de Bourg-en-Bresse, dans le département de l'Ain.
Elle se partage entre les territoires de Bourg-en-Bresse, Péronnas et Montagnat.

## Description
Cette forêt domaniale, qui s'étend sur près de 600 hectares, a été créée par les Chartreux.
Son nom proviendrait du latin salix ("le saule" en latin), bien que ce soit le chêne qui est l'essence dominante. La forêt a fourni le bois qui a servi à la réalisation des charpentes de l'église de Brou et des pilotis soutenant la co-cathédrale Notre-Dame-de -'Annonciation de Bourg-en-Bresse.
En lisière de cette forêt se trouve la chartreuse de Seillon, vingtième filiale de l'Ordre des Chartreux, qui trouve son origine dans un prieuré bénédictin du XIIe siècle. Démantelée en 1792, cette chartreuse apparaît dans le roman Les Compagnons de Jéhu d'Alexandre Dumas comme étant le lieu d'assemblée des « Compagnons de Jéhu ».